# Oskar Haevernick

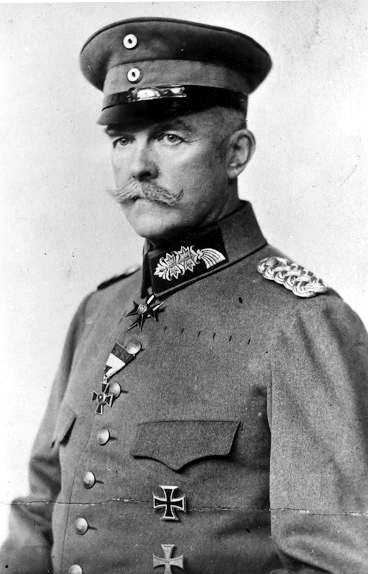
Generalleutnant Oskar Haevernick, hier mit dem Militärverdienstkreuz I. Klasse (unter dem Eisernen Kreuz I. Klasse) und dem Lübecker Hanseatenkreuz

Oskar Theodor Haevernick (* 26. November 1854 in Nienhagen; † 15. Mai 1924 in Kassel-Wilhelmshöhe) war ein preußischer Generalleutnant im Ersten Weltkrieg.

## Leben

### Herkunft
Oskar war der Sohn des Theodor Louis Johann Haevernick (1826–1899), eines Gutspächters und Pferdezüchters in Nienhagen bei Lalendorf und Schwiggerow und zeitweiligen Besitzers des Gutes Magdalenenlust in der Nähe von Güstrow in Mecklenburg-Vorpommern. Seine Mutter war Helene Beate, geborene Staudinger (1832–1909). Haevernick hatte zwei jüngere Schwestern, Bertha (1860–1943) und Magdalene (1861–1945), die unverheiratet blieben.

### Militärische Laufbahn
Nach seiner Ausbildung in Kadettenkorps in Plön (1871) und Berlin (1874) trat Haevernick 1876 in das Großherzoglich Mecklenburgische Füsilier-Regiment „Kaiser Wilhelm“ Nr. 90 ein und avancierte dort 1877 zum Sekondeleutnant. In der Zeit schrieb er ein Buch zur Geschichte dieses Regiments. 1884 wurde er Bataillonsadjutant. Von 1887 bis 1890 absolvierte er die Kriegsakademie in Berlin. Sein Taktiklehrer dort war der spätere Reichspräsident Paul von Hindenburg. 1892 erfolgte die Beförderung zum Hauptmann. 1894 wurde er als Hauptmann à la suite seines Stammregiments und Lehrer an die Kriegsschule in Neiße abkommandiert.
Im Jahr 1899 erfolgt die Versetzung als Kompaniechef in das Infanterie-Regiment „Prinz Moritz von Anhalt-Dessau“ (5. Pommersches) Nr. 42 bei der 6. Infanterie-Brigade (3. Division). Zu diesem Zeitpunkt war er bereits Major. Von 1903 bis 1904 war er als überzähliger Major zum 1. Ober-Elsässischen Infanterie-Regiment Nr. 167 nach Kassel beordert. 1904 wurde er in Lübeck Bataillonskommandeur im Infanterie-Regiment „Lübeck“ (3. Hanseatisches) Nr. 162.
In der Zeit, während er deren II. Bataillon führte, nahm er lebhaften Anteil an den die Stadt bewegenden Fragen, die der Förderung des Kunsthistorischen Besitzes und der Umgestaltung des Museums gewidmet waren. Im Frühjahr 1907 wurde er für den ausscheidenden Johannes Nöhring zum Vorstand des Gewerbemuseums erwählt.
1908 wurde Haevernick zum Kommandeur der Kriegsschule Hersfeld ernannt. Seit dem 30. Juni 1912 war er als Oberst der Kommandeur des Füsilier-Regiments „von Steinmetz“ (Westpreußisches) Nr. 37 in Krotoschin der 77. Infanterie-Brigade (10. Division). 1913 wurde ihm das Komturkreuz des Großherzoglich-Mecklenburgischen Greifenordens verliehen.
Die 10. Reserve-Division wurde vom 22. bis zum 27. August 1914 in der Schlacht bei Longwy-Longuyon und am Othain-Abschnitt eingesetzt. Bei den heftigen Kämpfen ging Haevernick seiner Truppe voran und wurde durch einen Lungenschuss verwundet. Das Fort Longwy war die erste französische Festung, die während des Ersten Weltkrieges von Deutschen Truppen genommen wurde. Auch in weiteren Gefechten, wie nördlich von Bazailles, führte Haevernick das Regiment von vorne.
Im Jahr 1915 wurde Haevernick zum Generalmajor befördert und als Kommandeur der 17. Landwehr-Infanterie-Brigade eingesetzt. Am 10. August 1915 wurde er bei Einsätzen in Russland verwundet und kehrte erst am 23. März 1916 zu seiner Einheit zurück. Ab dem 2. Januar 1917 war er Kommandeur der 223. Infanterie-Division und verblieb in der Funktion bis Kriegsende. Unter ihm wurde die Division im Frühjahr 1918 gegen britische Truppen in den Gefechten bei Tergnier und Quessy eingesetzt.
Im September 1918 wurde Haevernick zum Generalleutnant befördert und in diesem Rang im April 1919 verabschiedet. Im Krieg war er sechs Mal verwundet worden. Als Pensionär lebte er in Kassel und verstarb dort im Alter von 69 Jahren trotz einer Operation an den Spätfolgen der schweren Lungenverletzungen aus dem Krieg.

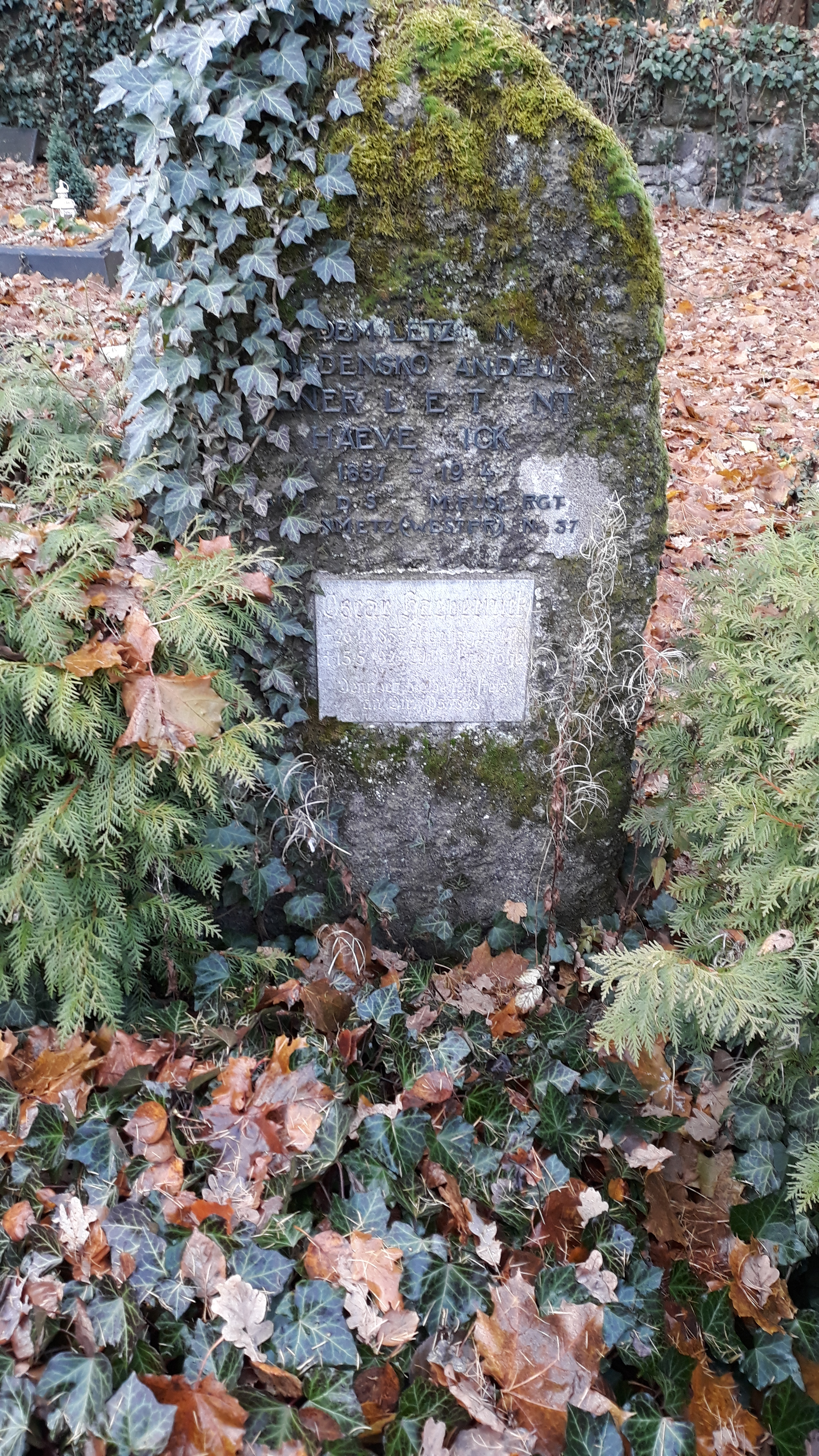
Das Grab von Oskar Haevernick auf dem Friedhof Mulang in Kassel.

### Familie und Privates
Haevernick war mit Elisabeth, geborene von Maltzan Freiin zu Wartenberg und Penzlin verheiratet. Er hatte zwei Kinder. Sein Sohn, Borwin Havernick (1896–1945), war Infanterist und später Jagdflieger im Ersten Weltkrieg. 1921 war er als Oberleutnant aus der Reichswehr verabschiedet worden, 1935 jedoch als Hauptmann bei der Wehrersatzinspektion Berlin-Tempelhof reaktiviert. Ab 1940 war er bei der Abwehr unter Wilhelm Canaris tätig, 1943 wurde er Leiter des Wehrmeldeamtes in Rathenow. Zuletzt war er als Oberstleutnant im Kampf um Berlin eingesetzt und fiel dort in den letzten Kriegstagen. Die Tochter Thea Elisabeth war eine bekannte Prähistorikerin, die sich auf Forschungen zu vorgeschichtlichen Glasfunden spezialisierte.
Haevernick war mit dem schwedischen Entdeckungsreisenden Sven Hedin befreundet, den er über Ferdinand Freiherr von Richthofen, einen Verwandten seiner Frau, kennengelernt hatte. Außerdem verkehrte er mit Fritz Reuter (sie kannten sich aus einem Verein zur Pflege der plattdeutschen Sprache), Haevernick verfasste auch selbst plattdeutsche Texte. Er interessierte sich zeitlebens für heimat- und kunstgeschichtliche Zusammenhänge. Während seiner Stationierung in Rostock regte er zum Ausbau der Klosterkirche zum Heiligen Kreuz an und konnte Herzog Johann Albrecht von einer Finanzierung des Projektes überzeugen. Ebenso engagierte er sich in Lübeck für den Ausbau des St. Annenklosters zu Museumszwecken. Schließlich unterstützte er den Erhalt der Stiftsruine in Bad Hersfeld.

## Veröffentlichungen
- Kurze Darstellung der Geschichte des Grossherzoglich Mecklenburgischen Füsilier-Regiments. 1788-1892. E.S. Mittler & Sohn, Berlin 1899.
- Aus der keramischen Sammlung des Neisser Museums. in: Neisser Jahresberichte. 1904.

## Auszeichnungen
Haevernick war Inhaber folgender Auszeichnungen:
- Roter Adlerorden III. Klasse mit Schleife
- Kronenorden III. Klasse
- Preußisches Dienstauszeichnungskreuz
- Eisernes Kreuz (1914) II. und I. Klasse
- Komtur des Hausordens der Wendischen Krone
- Großkomtur des Greifenordens
- Mecklenburgisches Militärverdienstkreuz II. und I. Klasse[13]
- Lübecker Hanseatenkreuz

Für die Betreuung eines siamesischen Prinzen, der sich eine Zeit lang in Deutschland aufhielt, erhielt er das Komturkreuz des Weißen Elefantenordens des Königreichs Siam.